# Jason Everly
Jason Everly (* in New York City) ist ein US-amerikanischer Musiker, Schauspieler und Songschreiber, der in den 1990er Jahren Erfolge in Deutschland und auf den Philippinen verbuchen konnte.

## Leben
Jason ist der Sohn von Phil Everly, einem Mitglied der Everly Brothers, die Ende der 1950er Jahre große Erfolge unter anderem mit den Songs Bye Bye Love und Wake Up, Little Susie hatten. Jason Everly wurde in New York geboren und wuchs in Los Angeles auf. In seiner Jugend begann er in Bands zu spielen und entwickelte sich zu einem Songschreiber. Nach einigen Jahren bekam er einen Plattenvertrag mit Polydor in Europa und machte sich mit zwei Alben einen Namen auf dem europäischen Kontinent. Mittlerweile ist er bei der Plattenfirma seines Vaters (Cadence Records) unter Vertrag.
Als Schauspieler hatte Jason große Erfolge auf den Philippinen. An der Seite von Donna Cruz wirkte er in einem philippinischen Romantik-/Musikfilm mit (wofür er Tagalog erlernte) und wurde dadurch dort zum Star.

## Diskographie
- 1994: No Ordinary Music (Deutschland, Philippinen, Japan)
- 1994: Can’t Stop The Rain (5″ Single) (Deutschland)
- 1994: Cecilia (5″ Single) (Deutschland, Philippinen)
- 1995: All I See Is You (5″ Single) (Deutschland, Philippinen)
- 1995: I’ll Never Lose My Faith (5″ Single) (Philippinen, Japan)
- 1997: One Impossibility at a Time (Philippinen)
- 1998: We Stick Together (5″ Single) (Deutschland, auch im Soundtrack zur TV-Serie Die Schule am See enthalten)
- 2004: The Gloaming (USA)